# Назруллаев, Лутфулла
Лутфулла́ Назрулла́ев (1903—1962) — советский узбекский актёр. Народный артист Узбекской ССР (1945). Лауреат Сталинской премии второй степени (1949).

## Биография
Л. Назруллаев в послереволюционные годы принимал участие в самодеятельности. С 1922 года в профессиональном Бухарском театре. Учился в Казанском театральном техникуме, в 1924—1927 годах в Московской узбекской студии. С 1927 года в Узбекском театре имени Хамзы.

## Роли в театре
- 1929 — «Два коммуниста» К. Яшена — Мадазим
- 1934 — «Разгром» К. Яшена — Мадазим
- 1935 — «Гамлет» Шекспира — Полоний
- 1939 — «Бай и батрак» Хамзы — Холмат; «Егор Булычов и другие» М. Горького — Егор Булычов
- 1942 — «Полёт орла» И. А. Султанова — Джура
- 1948 — «Алишер Навои» Уйгуна и И. А. Султанова — Хусейн Байкара
- 1949 — «Новбахор» Уйгуна — Дадабай
- 1954 — «Пролитая чаша» Ван Шифу — Настоятель монастыря
- 1957 — «Любовь Яровая» К. А. Тренёва — Максим Горностаев
- 1958 — «Хуррият» Уйгуна — Касым-ака

## Награды и премии
- орден Трудового Красного Знамени (06.12.1951)[1]
- орден «Знак Почёта» (31.05.1937 — за выдающиеся заслуги в деле развития узбекского музыкального и танцевального искусства[2]; 18.03.1959)
- медаль «За трудовую доблесть» (24.03.1945)[3]
- народный артист Узбекской ССР (1945)
- Сталинская премия второй степени (1949) — за исполнение роли Хусейна Байкары в спектакле «Алишер Навои» Уйгуна и И. А .Султанова[4]